# La Mort d'un champion
La Mort d'un champion est un téléfilm français d'Abder Isker en deux parties diffusé la première fois le 4 février 1972, adapté du roman de Francis Durbridge.

## Synopsis
Un inspecteur de police cherche à élucider le mystère de la mort de son propre père, tué par une balle de golf.

## Fiche technique
- Titre : La Mort d'un champion
- Réalisation : Abder Isker
- Scénario : Abder Isker, d'après Francis Durbridge
- Décors : Gilles Vaster, Jacques Bataille
- Décorateurs ensembliers : Alain Maunoury , Georges Lecausse
- Costumes : Christiane Delplanque
- Musique : André Hossein
- Illustration sonore : René Taquet
- Assistants réalisateur : Jules Chiasselotti, Hervé Guérin
- Script : Annie Fréville

Équipe vidéo :
- Photographie : Marc Fossard
- Montage magnétoscope : Micheline Freslon
- Ingénieur de la vision : Roger Renevret
- Étalonneur vidéo : Georges Cousty
- Chef éclairagiste vidéo : Yves Ferrand
- Caméra : André Bieth, Claude Mathis, Didier Minier, Marcel Moulinard
- Son : Jean-Paul Bost, Roger Benetrix
- Chef de plateau : Roger Rigal
- Photographe : Georges Chevrier

Équipe film :
- Photographie : Michel Kelber
- Caméra : Yvan Favreau, Philippe Ricou
- Montage : Pierre-Michel rey
- Mixage : Christian Lepicier
- Son : Roger Feyt, Daniel Dumange
- Chef électricien : Claude Michel
- Chef machiniste : Jacques Corfu
- Chef d'atelier : Paul Casanova
- Chef de production : Oreste Delsale

- Année : 1972
- Genre : policier
- Pays :  France
- Production : ORTF
- Première diffusion : 
  -  France :  le 4 février 1972 (1re partie) et le 5 février 1972 (2de partie)

## Distribution
- Alain Mottet : Denis Clément
- Marie-France Pisier : Jane Herbin
- Marcel Cuvelier : le commissaire Desailly
- William Sabatier : Pierre Vauquelin
- Catherine Lafond : Evelyne Reboul
- Pierre Fromont : Xavier Delmotte
- Germaine Delbat : Paulette Redon
- Erik Colin : Marc Joubert
- Pierre Nègre : Mario Clément
- Giselle Pascal : Liliane Forestier
- André Cellier : Charles Forestier
- Véronique Silver : Éva Pelletier
- Jean Leuvrais : Julien Redon
- Jacques Grello : Antoine Sarrazin
- Clément Bairam : le commissaire Lérissier
- Jean-Louis Tristan : Robert Prado
- Marie-Georges Pascal : la fausse Jane au téléphone / l'infirmière
- Rita Maiden : Christiane
- Marius Balbinot : Serge, le barman
- Jean-Marie Arnoux : Foucher
- Paul Gay : Delfau
- Daniel Léger : le facteur